# ロトン
ロトン（英: Roton）は、ヘリウム4の超流動相、ヘリウム(II)にみられる素励起または準粒子である。この準粒子は、超流動体の巨視的な回転状態を記述する。
また、「ロトン」という用語は、自由回転する分子における量子化された固有モードの意味で用いられることもある。

## 概要

ヘリウム(II)の素励起の分散関係。
原点付近では線形なフォノン領域がみられ、エネルギーの極大値を超えると準安定な励起、すなわちロトンがみられる。

ヘリウム(II)の素励起の分散関係において、エネルギーは原点付近では運動量の増加に随って線形に増加するが、極大値をとったのち減少に転じ、今度は極小値をとったのち再び増加していく。線形領域の運動量をもつ励起はフォノン(Phonon)と呼ばれ、極小値に近い領域の励起がロトンと呼ばれる。一方、極大値に近い領域での励起は、マクソン(Maxon)と呼ばれることもある。
ロトンのボース＝アインシュタイン凝縮が研究されているが、みつかっていない。

## 歴史
1941年、レフ・ランダウはヘリウム(II)を記述するため、液体の巨視的な密度と速度の両方が量子化されていると仮定したモデルを提案した。このモデルからは集団励起の分散関係だけでなく比熱も導かれ、さらには量子液体の流体動力学的方程式も導出することができた。この方程式からは第2音波の存在が予言された。また、低温におけるヘリウム(II)相は常流動成分と超流動成分からなるとする二流体モデルにより説明された。超流動成分の比率は温度に依存し、λ点におけるヘリウム(II)からヘリウム(I)への相転移の際に消滅し、常流動成分のみとなる。この巨視的な理論の結果として、量子流体全般における集団励起はフォノンとロトンという二つの素励起に分けられることとなった。ロトンという名前はイゴール・タムにより命名された。
1946年、アンドロニカシュヴィリはランダウの仮定を実験的に検証した。厚さ約13マイクロメートルのアルミ箔を0.2ミリメートルの隙間をあけて100回巻いてヘリウム(II)に浸す。このとき、真ん中をワイヤーで吊り下げ、そこで回転できるようにする。このようにすることで、吊り下げられたアルミホイルと液体ヘリウムが最も安定になるように運動量交換し、回転運動に影響する。これによって、ヘリウム(II)の粘性が測定された。適切な強さで回すと、ある決まった最低速度以上では超流動成分が最初に動きだす。この実験は巨視的なスケールのみにおいて行われた。
1950年代の終りに、リチャード・ファインマンは分散関係を調べるための中性子散乱実験を提案した。この実験の結果、ランダウの仮定が正しいことが確かめられた。
ジョー・ビネンが行なった実験により、巨視的な回転運動が量子化されており、ロトンが角運動量を運んでいることが示された。
現在では、ロトンスペクトルを説明しようとするモデルとして原理的なモデルから経験的なものまで様々な適用可能性をもつ複数のモデルが存在する。それら全てのモデルにはロトンスペクトルの形を再現できるだけでなく、ヘリウム(II)の音速や構造定数などの物理量を再現できることが求められる。ヘリウムのロトンスペクトルの研究には、マイクロ波分光やブラッグ分光が用いられている。

## 関連文献
- Feynman, RP, Superfluidity and Superconductivity, Rev.Mod.Phys.29, 205 (1957)